# 巴喬·阿哈拉亞
巴恰納·“巴喬”·阿哈拉亞（1975年8月30日—）是一位喬治亞政治家。2005年至2008年期間，他擔任喬治亞司法部長。2009年8月27日至2012年7月4日，他擔任喬治亞國防部長。在2012年7月4日至9月20日期間，他曾擔任喬治亞內務部長。2012年9月20日，他宣布辭去內務部長的職務。